# Gouvernement Simítis I
Pour les articles homonymes, voir gouvernement Simítis.
IIIe République hellénique
A. Papandréou III Simítis II
Le gouvernement Simítis I (en grec moderne : Κυβέρνηση Κωνσταντίνου Σημίτη 1996 (Ιανουάριος)) est le gouvernement de la République hellénique entre le 22 janvier et le 25 septembre 1996, sous la VIIIe législature du Parlement.
Il est dirigé par le socialiste Konstantínos Simítis, successeur d'Andréas Papandréou après sa démission. Il succède au gouvernement Papandréou III et cède le pouvoir au gouvernement Simítis II après que le PASOK a conservé sa majorité absolue aux élections anticipées de septembre 1996.

## Historique
Dirigé par le nouveau Premier ministre socialiste Konstantínos Simítis, ancien ministre de l'Agriculture, puis de l'Économie, puis de l'Industrie, ce gouvernement est constitué et soutenu par le Mouvement socialiste panhellénique (PASOK). Seul, il dispose de 170 députés sur 300, soit 56,7 % des sièges du Parlement.
Il est formé à la suite de la démission d'Andréas Papandréou, au pouvoir entre 1981 et 1989 et depuis 1993.
Il succède donc au gouvernement Papandréou III, constitué et soutenu dans les mêmes conditions.

### Formation
Le 16 janvier 1996, après deux mois d'hospitalisation, Papandréou accepte de démissionner de la direction de l'exécutif grec, sans renoncer à présider le PASOK. Deux jours plus tard, le groupe parlementaire lui choisit Konstantínos Simítis, chef de file des libéraux pro-européens du parti, comme successeur au détriment d'Ákis Tsochatzópoulos, représentant de la fidélité à la ligne populiste et nationaliste du Premier ministre sortant.
Simítis et son équipe de 19 ministres sont assermentés au palais présidentiel d'Athènes par le président de la République Konstantínos Stephanópoulos le 22 janvier, quatre jours plus tard. Si le ministre de l'Intérieur Ákis Tsochatzópoulos et le ministre de la Défense nationale Gerásimos Arsénis, qui avaient postulé à la succession de Papandréou, sont reconduits, le nouveau Premier ministre intègre également ses alliés dans la lutte interne contre son prédécesseur, le nouveau ministre des Affaires étrangères Theódoros Pángalos et la nouvelle ministre du Développement Vásso Papandréou.

### Succession
Papandréou meurt le 23 juin suivant, et Simítis est élu — de nouveau face à Tsochatzópoulos — président du PASOK une semaine plus tard. Il annonce à la fin du mois d'août son intention de convoquer des élections législatives anticipées pour le 22 septembre.
Au cours du scrutin législatif, le PASOK enregistre un recul mais conserve une nette majorité absolue. Konstantínos Simítis peut alors constituer son second gouvernement.

## Composition

### Initiale (22 janvier 1996)
- Les nouveaux ministres sont indiqués en gras, ceux ayant changé d'attributions en italique.

| Fonction                                                                           | Titulaire | Titulaire              | Parti |
| ---------------------------------------------------------------------------------- | --------- | ---------------------- | ----- |
| Premier ministre                                                                   |           | Konstantínos Simítis   | PASOK |
| Ministre de l'Intérieur, de l'Administration publique et de la Décentralisation    |           | Ákis Tsochatzópoulos   | PASOK |
| Ministre de la Défense nationale                                                   |           | Gerásimos Arsénis      | PASOK |
| Ministre des Affaires étrangères                                                   |           | Theódoros Pángalos     | PASOK |
| Ministre de l'Économie nationale                                                   |           | Giánnos Papantoníou    | PASOK |
| Ministre des Finances                                                              |           | Alékos Papadópoulos    | PASOK |
| Ministre de l'Agriculture                                                          |           | Stéphanos Tzoumákas    | PASOK |
| Ministre du Travail et de la Sécurité sociale                                      |           | Evángelos Giannópoulos | PASOK |
| Ministre de la Santé et du Bien-être social                                        |           | Anastásios Peponís     | PASOK |
| Ministre de la Justice                                                             |           | Evángelos Venizélos    | PASOK |
| Ministre de l'Éducation nationale et des Religions                                 |           | Giórgos Papandréou     | PASOK |
| Ministre de la Culture                                                             |           | Stavros Bénos          | PASOK |
| Ministre du Développement                                                          |           | Vásso Papandréou       | PASOK |
| Ministre de la Marine marchande                                                    |           | Kosmás Sphyríou        | PASOK |
| Ministre de l'Ordre public                                                         |           | Konstantínos Geítonas  | PASOK |
| Ministre de la Macédoine-Thrace                                                    |           | Phílippos Petsálnikos  | PASOK |
| Ministre de la Mer Égée                                                            |           | Antónios Kotsakás      | PASOK |
| Ministre de l'Environnement, de l'Aménagement du territoire et des Travaux publics |           | Kóstas Laliótis        | PASOK |
| Ministre des Transports et des Communications                                      |           | Háris Kastanídis       | PASOK |
| Ministre de la Presse et des Médias                                                |           | Dimítris Réppas        | PASOK |

### Remaniement du 30 août 1996
- Les nouveaux ministres sont indiqués en gras, ceux ayant changé d'attributions en italique.

| Fonction                                                                           | Titulaire | Titulaire              | Parti |
| ---------------------------------------------------------------------------------- | --------- | ---------------------- | ----- |
| Premier ministre                                                                   |           | Konstantínos Simítis   | PASOK |
| Ministre de l'Intérieur, de l'Administration publique et de la Décentralisation    |           | Vasílios Skourís       | Sans  |
| Ministre de la Défense nationale                                                   |           | Gerásimos Arsénis      | PASOK |
| Ministre des Affaires étrangères                                                   |           | Theódoros Pángalos     | PASOK |
| Ministre de l'Économie nationale                                                   |           | Giánnos Papantoníou    | PASOK |
| Ministre des Finances                                                              |           | Alékos Papadópoulos    | PASOK |
| Ministre de l'Agriculture                                                          |           | Stéphanos Tzoumákas    | PASOK |
| Ministre du Travail et de la Sécurité sociale                                      |           | Evángelos Giannópoulos | PASOK |
| Ministre de la Santé et du Bien-être social                                        |           | Anastásios Peponís     | PASOK |
| Ministre de la Justice                                                             |           | Anárgyros Phatoúros    | Sans  |
| Ministre de l'Éducation nationale et des Religions                                 |           | Giórgos Papandréou     | PASOK |
| Ministre de la Culture                                                             |           | Stavros Bénos          | PASOK |
| Ministre du Développement                                                          |           | Vásso Papandréou       | PASOK |
| Ministre de la Marine marchande                                                    |           | Kosmás Sphyríou        | PASOK |
| Ministre de l'Ordre public                                                         |           | Kóstas Béis            | Sans  |
| Ministre de la Macédoine-Thrace                                                    |           | Phílippos Petsálnikos  | PASOK |
| Ministre de la Mer Égée                                                            |           | Antónios Kotsakás      | PASOK |
| Ministre de l'Environnement, de l'Aménagement du territoire et des Travaux publics |           | Kóstas Laliótis        | PASOK |
| Ministre des Transports et des Communications                                      |           | Háris Kastanídis       | PASOK |
| Ministre de la Presse et des Médias                                                |           | Dimítris Kónstas       | PASOK |